# 潘潘市

潘潘市（西班牙語：Municipio Pampán），是委內瑞拉的一個市，位於該國西部特魯希略州，首府設於潘潘，面積431平方公里，海拔高度497米，2005年人口52,510，人口密度每平方公里95.4人。